# Intelectin-1
Intelectin-1, còn được gọi là omentin hay thụ thể lactoferrin ruột (intestinal lactoferrin receptor), là intelectin ở người được mã hóa bởi gen ITLN1. Chức năng của intelectin-1 là thụ thể cảm nhận arabinogalactan của vi khuẩn và lactoferrin.
Có hiện tượng ligand được bảo tồn liên kết với vùng gốc, ở cả người và chuột, intelectin-1 đều liên kết với exocyclic vicinal diol của ligand cacbohydrat như galactofuranose.